# 製造実行システム
製造実行システム（英: manufacturing execution system、MES）とは、工場の生産ラインの各部分とリンクすることで、工場の機械や労働者の作業を監視・管理するシステム。MESは、作業手順、入荷、出荷、品質管理、保守、スケジューリングなどとも連携することがある。ゼネラル・エレクトリックやIBMがプロセス制御専用のプロセスコンピュータ(GE/PAC-4020,IBM 1800)を製造・販売していた。ミニコン、パソコンなどを利用していることもある。
MESを実装する目的として、以下のような点が挙げられる。
- 製造管理の自動化
- 優先順位に従ったスケジューリング
- 製造状況の自動報告
- 重要業績評価指標 (KPI) の監視
- 不測の事態への素早い対処
- 製品および原材料の追跡
- 製造およびコスト管理についての知的意思決定
- 総合設備効率 (OEE) の測定と管理
- リソース管理（原材料、労働力）の容易化

MESはERPと工場のシステムや装置を繋ぐものであり、これらを相互に接続してやり取りする。MESに関連する標準規格としてANSI/ISA-95（およびIEC 62264）がある。